# Steve McQueen (musikalbum)
Steve McQueen är popgruppen Prefab Sprouts andra studioalbum. Det utgavs i juni 1985 av Kitchenware Records.
När "Goodbye Lucille #1" 1986 släpptes som singel ändrades namnet på låten till "Johnny Johnny".
Albumet finns med i boken 1001 album du måste höra innan du dör.

## Låtlista
1. "Faron Young" – 3:50
2. "Bonny" – 3:45
3. "Appetite" – 3:56
4. "When Love Breaks Down" – 4:08
5. "Goodbye Lucille #1" – 4:31
6. "Hallelujah" – 4:20
7. "Moving the River" – 3:57
8. "Horsin' Around" – 4:39
9. "Desire As" – 5:19
10. "Blueberry Pies" – 2:24
11. "When the Angels" – 4:29